# Alb-Donau-Kreis
Der Alb-Donau-Kreis ist eine Gebietskörperschaft mit 202.354 Einwohnern (31. Dezember 2024) in Baden-Württemberg. Sitz der Verwaltung des Landratsamtes ist die kreisfreie Stadt Ulm. Der Landkreis bildet zusammen mit dem Landkreis Biberach und dem Stadtkreis Ulm den baden-württembergischen Teil der Region Donau-Iller im Regierungsbezirk Tübingen.

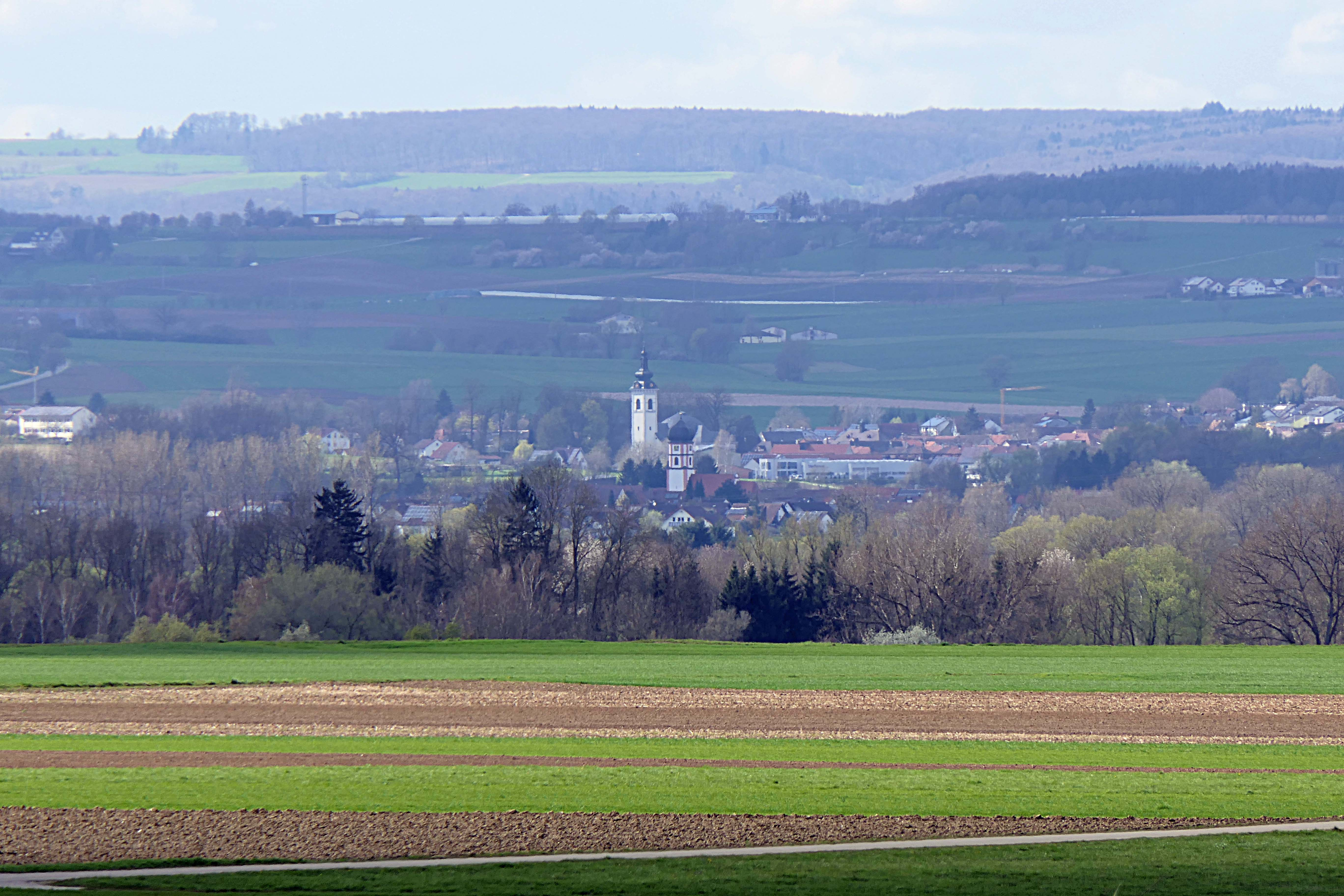
Blick übers Donautal bei Ersingen zur Alb

## Geographie

### Lage
Der Alb-Donau-Kreis hat im Norden Anteil an der Schwäbischen Alb und im Süden an Oberschwaben. Durch das südliche Kreisgebiet fließt die Donau von Südwesten nach Nordosten. Sie betritt bei Obermarchtal das Kreisgebiet und verlässt es bei Erbach (Donau) in Richtung Ulm. Die Höhenlage erstreckt sich von 444,9 m ü. NHN im Schwäbischen Donaumoos auf der Gemarkung von Asselfingen bis 854 m ü. NHN auf der Schwäbischen Alb, Gemarkung Westerheim.

### Orte
Im Alb-Donau-Kreis liegen ungefähr 295 Orte (Städte, Dörfer, Weiler, Höfe, Einzelhäuser und Häusergruppen).

### Nachbarkreise
Der Alb-Donau-Kreis grenzt im Uhrzeigersinn im Nordwesten beginnend an die Landkreise Esslingen, Göppingen und Heidenheim (alle in Baden-Württemberg), Günzburg und Neu-Ulm (beide in Bayern), an den Stadtkreis Ulm sowie an die Landkreise Biberach und Reutlingen (beide in Baden-Württemberg).

### Flächenaufteilung
Nach Daten des Statistischen Landesamtes, Stand 2015.

### Naturschutz

#### Naturschutzgebiete
Der Alb-Donau-Kreis besitzt folgende 33 Naturschutzgebiete. Nach der Schutzgebietsstatistik der Landesanstalt für Umwelt, Messungen und Naturschutz Baden-Württemberg (LUBW) stehen 1.759,99 Hektar der Kreisfläche unter Naturschutz, das sind 1,30 Prozent.
1. Ägenberg-Ofenloch: 19,9 ha, Gemeinde Bernstadt und Stadt Langenau
2. Arnegger Ried: 20,3 ha; Stadt Blaustein
3. Blauer Steinbruch: 5,2 ha; Stadt Ehingen (Donau)
4. Bleich: 9,8 ha; Gemeinde Merklingen
5. Braunsel: 40,2 ha; Gemeinden Emeringen und Rechtenstein
6. Breitinger Schönrain: 7,0 ha; Gemeinde Breitingen
7. Ehinger Galgenberg: 19,3 ha; Stadt Ehingen (Donau)
8. Flusslandschaft Donauwiesen zwischen Zwiefaltendorf und Munderkingen: 582,0 ha (davon 568,0 ha im Alb-Donau-Kreis); Gemeinden Emeringen und Lauterach
9. Galgenberg: 8,5 ha; Stadt Laichingen
10. Gedüngtes Ried: 17,4 ha (davon 8,3 ha im Alb-Donau-Kreis); Stadt Ehingen (Donau)
11. Geißrucken: 10,1 ha; Gemeinde Merklingen
12. Guggenbühl: 10,0 ha; Gemeinde Emeringen
13. Hausener Berg-Büchelesberg: 39,4 ha; Gemeinde Allmendingen und Stadt Ehingen (Donau)
14. Heiden im Langen Tal: 30,7 ha; Stadt Laichingen
15. Heiden in Lonsee und Amstetten: 123,0 ha; Gemeinden Lonsee und Amstetten
16. Heuhofer Weg: 11,8 ha; Stadt Ehingen (Donau)
17. Hungerberg: 12,5 ha; Stadt Ehingen (Donau)
18. Hungerbrunnental: 29,9 ha; Gemeinde Altheim
19. Kleines Lautertal: 278,5 ha; Gemeinde Berghülen, Städte Blaubeuren und Blaustein
20. Kuhberg: 9,0 ha; Stadt Laichingen
21. Laichinger Eichberg: 26,5 ha; Stadt Laichingen
22. Langenauer Ried: 79,6 ha; Stadt Langenau und Gemeinde Rammingen
23. Laushalde: 28,2 ha; Stadt Langenau
24. Mönchsteig: 49,9 ha; Gemeinde Nellingen
25. Oberes Schmiechtal: 121,0 ha; Stadt Schelklingen
26. Pfaffenwert: 10,1 ha; Stadt Ehingen (Donau)
27. Rabensteig: 27,0 ha; Stadt Blaubeuren
28. Salenberg: 28,7 ha; Gemeinde Lonsee
29. Sandburr: 10,9 ha; Gemeinde Merklingen
30. Schmiechener See: 50,6 ha; Gemeinde Allmendingen und Stadt Schelklingen
31. Sulzwiesen-Lüssenschöpfle: 20,5 ha; Stadt Ehingen (Donau)
32. Umenlauh: 36,3 ha; Stadt Ehingen (Donau) und Gemeinde Allmendingen
33. Untere Hellebarten: 29,0 ha; Stadt Blaubeuren

#### FFH-Gebiete
Der Alb-Donau-Kreis hat Anteil an 9 FFH-Gebieten. Nur eines davon liegt komplett im Landkreis, die übrigen acht Schutzgebiete erstrecken sich über die Landkreisgrenzen hinweg in die Nachbarkreise bzw. den Stadtkreis Ulm hinein.

## Geschichte
Der Alb-Donau-Kreis wurde durch die Kreisreform am 1. Januar 1973 im Wesentlichen durch Vereinigung der Landkreise Ehingen und Ulm, einiger Gemeinden des Landkreises Münsingen sowie der Gemeinden Oberbalzheim und Unterbalzheim des Landkreises Biberach gebildet. Einige Gemeinden des Landkreises Ehingen gingen an den Landkreis Biberach, und zwei Gemeinden des Landkreises Ulm gingen an den Landkreis Göppingen (nachdem sie bereits 1971/72 in die Stadt Geislingen an der Steige eingegliedert worden waren).
Am 1. Mai 1974 (Eggingen), am 1. Juli 1974 (vier Gemeinden) und am 1. Januar 1975 (Lehr) wurden Gemeinden in den Stadtkreis Ulm eingegliedert.
Am 1. Juli 1974 wurde der Ort Sontbergen an den Landkreis Heidenheim abgegeben. Er wurde in die Gemeinde Gerstetten eingegliedert.
Die Altkreise Ehingen und Ulm gehen zurück auf die gleichnamigen württembergischen Oberämter, die nach dem Übergang der Gebiete an Württemberg 1802 bzw. 1810 errichtet, danach mehrmals verändert und 1934 in Landkreise umbenannt worden waren. Das frühere Oberamt Blaubeuren ging 1938 fast ganz im Landkreis Ulm auf. Somit besteht der Alb-Donau-Kreis heute aus Gemeinden der ehemaligen Oberämter Biberach, Blaubeuren, Ehingen, Geislingen, Laupheim, Münsingen, Riedlingen und Ulm, deren Herrschaftszugehörigkeit vor 1800 auf den Seiten des jeweiligen Oberamts ausführlich beschrieben ist.
Nach Abschluss der Gemeindereform umfasst der Alb-Donau-Kreis noch 55 Gemeinden, darunter neun Städte (inklusive der Großen Kreisstadt Ehingen (Donau)), und ist damit der Landkreis mit den meisten Gemeinden in Baden-Württemberg. Größte Stadt des Kreises ist Ehingen (Donau), kleinste Gemeinde ist Emeringen.

### Einwohnerstatistik

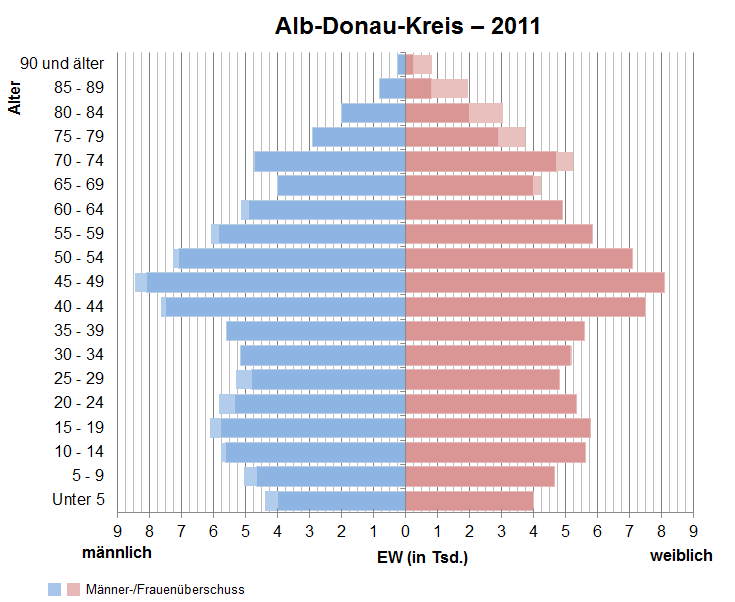
Bevölkerungspyramide für den Alb-Donau-Kreis (Datenquelle: Zensus 2011)

Die Einwohnerzahlen sind Volkszählungsergebnisse (¹) oder amtliche Fortschreibungen des Statistischen Landesamts Baden-Württemberg (nur Hauptwohnsitze).
| Datum         | Einwohner |
| ------------- | --------- |
| 31. Dez. 1973 | 155.120   |
| 31. Dez. 1975 | 155.694   |
| 31. Dez. 1980 | 160.377   |
| 31. Dez. 1985 | 159.543   |
| 25. Mai 1987¹ | 160.244   |
| 31. Dez. 1990 | 168.981   |

| Datum         | Einwohner |
| ------------- | --------- |
| 31. Dez. 1995 | 180.309   |
| 31. Dez. 2000 | 185.929   |
| 31. Dez. 2005 | 190.233   |
| 31. Dez. 2010 | 189.670   |
| 31. Dez. 2015 | 192.104   |
| 31. Dez. 2020 | 198.204   |

### Konfessionsstatistik
Der Anteil der evangelische und katholische Kirchenmitglieder im Kreis sinkt jährlich um einen Prozentpunkt. Gemäß dem Zensus 2022 waren am 25. Mai 2022 37,3 % der Einwohner katholisch, 26,9 % evangelisch, und 35,8 % waren konfessionslos, gehörten einer anderen Glaubensgemeinschaft an oder machten keine Angabe.

## Politik
Der Landkreis wird vom Kreistag und vom Landrat verwaltet. Der Kreistag wird von den Wahlberechtigten im Landkreis auf fünf Jahre gewählt. Dieses Gremium wählt den Landrat für eine Amtszeit von acht Jahren. Dieser ist gesetzlicher Vertreter und Repräsentant des Landkreises sowie Vorsitzender des Kreistags und seiner Ausschüsse. Er leitet das Landratsamt und ist Beamter des Kreises.
Zu seinem Aufgabengebiet zählen die Vorbereitung der Kreistagssitzungen sowie seiner Ausschüsse. Er beruft Sitzungen ein, leitet diese und vollzieht die dort gefassten Beschlüsse. In den Gremien hat er kein Stimmrecht. Sein Stellvertreter ist der Erste Landesbeamte.

### Kreistag
Der Kreistag wird von den Wahlberechtigten im Landkreis auf fünf Jahre gewählt. Die Kommunalwahl am 9. Juni 2024 ergab folgende Sitzverteilung (63 Sitze, vorher 62 Sitze):

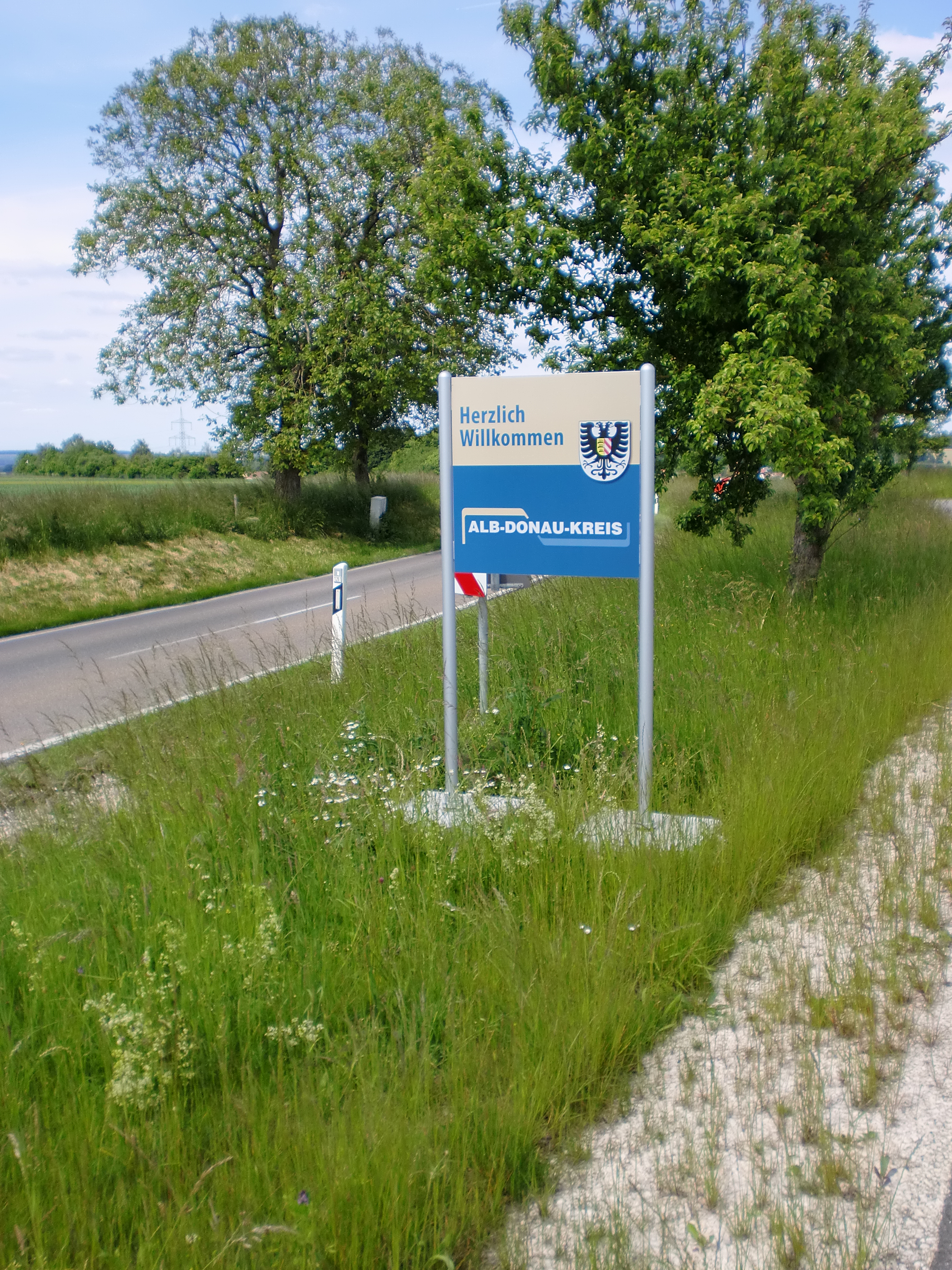
Begrüßungsschild zu Beginn der Gemarkung des Alb-Donau-Kreises

- Grüne: 8
- SPD: 7
- FW: 15
- FDP: 2
- CDU: 26
- AfD: 5

| Parteien und Wählergemeinschaften | Parteien und Wählergemeinschaften       | % 2024 | Sitze 2024 | % 2019 | Sitze 2019 | % 2014 | Sitze 2014 | % 2009 | Sitze 2009 | % 2004 | Sitze 2004 | % 1999 | Sitze 1999 | % 1994 | Sitze 1994 | % 1989 | Sitze 1989 |
| CDU                               | Christlich Demokratische Union          | 41,9   | 26         | 39,1   | 24         | 46,9   | 27         | 46,1   | 30         | 47,1   | 30         | 49,9   | 30         | 44,6   | 28         | 48,2   | 26         |
| FW                                | Freie Wähler im Alb-Donau-Kreis         | 24,5   | 15         | 27,1   | 17         | 26,8   | 16         | 29,3   | 17         | –      | –          | –      | –          | –      | –          | –      | –          |
| Grüne                             | Bündnis 90/Die Grünen                   | 12,2   | 8          | 17,9   | 11         | 12,9   | 8          | 11,2   | 7          | 9,0    | 5          | 6,7    | 4          | 7,2    | 4          | 6,4    | 3          |
| SPD                               | Sozialdemokratische Partei Deutschlands | 10,4   | 7          | 11,3   | 7          | 13,5   | 8          | 12,7   | 8          | 12,3   | 7          | 14,2   | 8          | 15,1   | 9          | 16,8   | 9          |
| AfD                               | Alternative für Deutschland             | 8,0    | 5          | 1,8    | 1          | –      | –          | –      | –          | –      | –          | –      | –          | –      | –          | –      | –          |
| FDP                               | Freie Demokratische Partei              | 3,0    | 2          | 2,8    | 2          | –      | –          | –      | –          | –      | –          | –      | –          | 2,0    | 1          | 1,2    | 0          |
| Linke                             | Die Linke                               | –      | –          | –      | –          | –      | –          | 0,6    | 0          | –      | –          | –      | –          | –      | –          | –      | –          |
| REP                               | Die Republikaner                        | –      | –          | –      | –          | –      | –          | –      | –          | 0,8    | 0          | 0,7    | 0          | 2,0    | 1          | 2,5    | 1          |
| Sonst.                            | Sonstige                                | –      | –          | –      | –          | –      | –          | –      | –          | –      | –          | –      | –          | 0,4    | 0          | 0,4    | 0          |
| WG *                              | Wählervereinigungen                     | –      | –          | –      | –          | –      | –          | –      | –          | 30,8   | 18         | 28,5   | 17         | 28,8   | 17         | 24,5   | 15         |
| Gesamt                            | Gesamt                                  | 100    | 63         | 100    | 62         | 100    | 59         | 100    | 62         | 100    | 60         | 100    | 59         | 100    | 60         | 100    | 54         |
| Wahlbeteiligung                   | Wahlbeteiligung                         | 64,1 % | 64,1 %     | 62,0 % | 62,0 %     | 55,7 % | 55,7 %     | 58,0 % | 58,0 %     | 58,5 % | 58,5 %     | 61,4 % | 61,4 %     | 73,4 % | 73,4 %     | 68,9 % | 68,9 %     |

### Landräte
Die Landräte des Landkreises Ehingen 1938–1972:
| Amtszeit  | Name                        |
| --------- | --------------------------- |
| 1938–1945 | Albert Bothner              |
| 1945–1946 | August Renz (kommissarisch) |
| 1946–1954 | Vinzenz Gnann               |
| 1955–1972 | Wilhelm Tauscher            |

Die Landräte des Landkreises Ulm 1938–1972:
| Amtszeit  | Name              |
| --------- | ----------------- |
| 1933–1945 | Otto Barth        |
| 1945–1953 | Ernst Sindlinger  |
| 1953–1966 | Wilhelm Dambacher |
| 1967–1972 | Wilhelm Bühler    |

Die Landräte des Alb-Donau-Kreises seit 1973:
| Amtszeit  | Name             |
| --------- | ---------------- |
| 1973–1989 | Wilhelm Bühler   |
| 1989–2005 | Wolfgang Schürle |
| 2005–2016 | Heinz Seiffert   |
| seit 2016 | Heiner Scheffold |

### Kreisfinanzen
Der Alb-Donau-Kreis war zum Stichtag 31. Dezember 2016 mit 8,940 Millionen Euro verschuldet (Stand 31. Dezember 2006: 34,3535 Millionen Euro). Dies entspricht einer Pro-Kopf-Verschuldung von 47 Euro pro Einwohner des Landkreises.

### Wappen und Flagge

Hissflagge
Bannerflagge

| Landkreiswappen des Landkreises Alb-Donau-Kreis | Blasonierung: „In Silber ein doppelköpfiger schwarzer Adler, belegt mit einem gespaltenen Brustschild: darin vorne in Gold drei liegende schwarze Hirschstangen übereinander, hinten fünfmal von Rot und Silber schräggeteilt.“ |
| Landkreiswappen des Landkreises Alb-Donau-Kreis | Wappenbegründung: Der Reichsadler steht für die ehemals freie Reichsstadt Ulm, die württembergischen Hirschstangen für die altwürttembergischen Gemeinden bzw. die nach 1803 an Württemberg gelangten Gemeinden und die rot-silbernen Streifen für das Wappen der Markgrafen von Burgau bzw. ihrer Verwandten, der Grafen von Berg, von welchen die Wappen der Städte Ehingen und Schelklingen abgeleitet sind bzw. das auch Bestandteil des alten Ehinger Kreiswappens war. Die Wappen-Verleihung fand am 5. November 1975 statt; es wurde jedoch vor der Kreisreform bereits vom Landkreis Ulm geführt. |

Die Flaggenfarben des Alb-Donau-Kreises sind Schwarz-Gelb.

## Wirtschaft und Infrastruktur
Im sogenannten Zukunftsatlas 2016 belegte der Alb-Donau-Kreis Platz 159 von 402 Landkreisen, Kommunalverbänden und kreisfreien Städten in Deutschland und zählt damit zu den Regionen mit „ausgeglichenem Chancen-Risiko-Mix“.

### Verkehr

#### Schiene

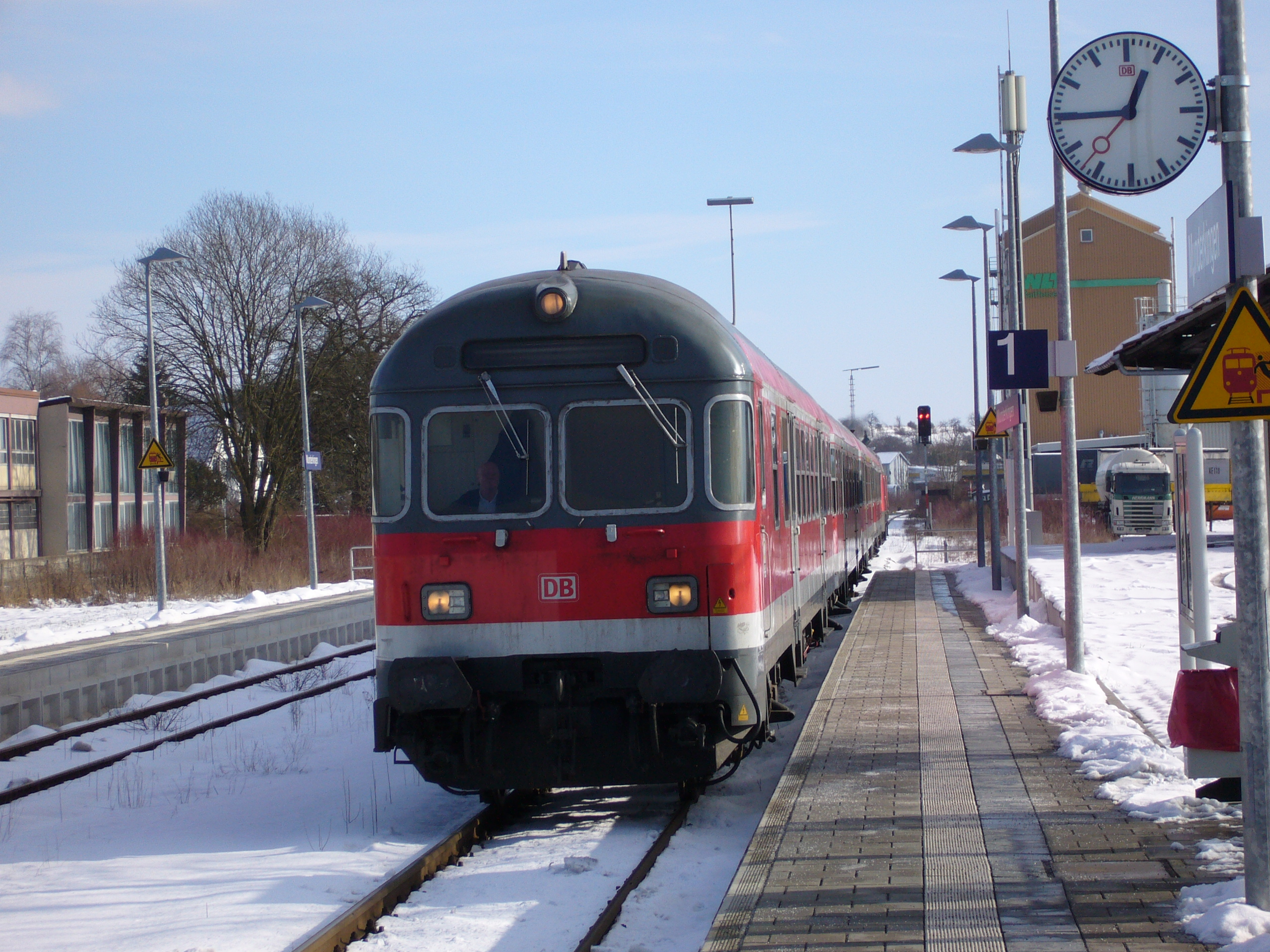
Regional-Express im Bahnhof Munderkingen

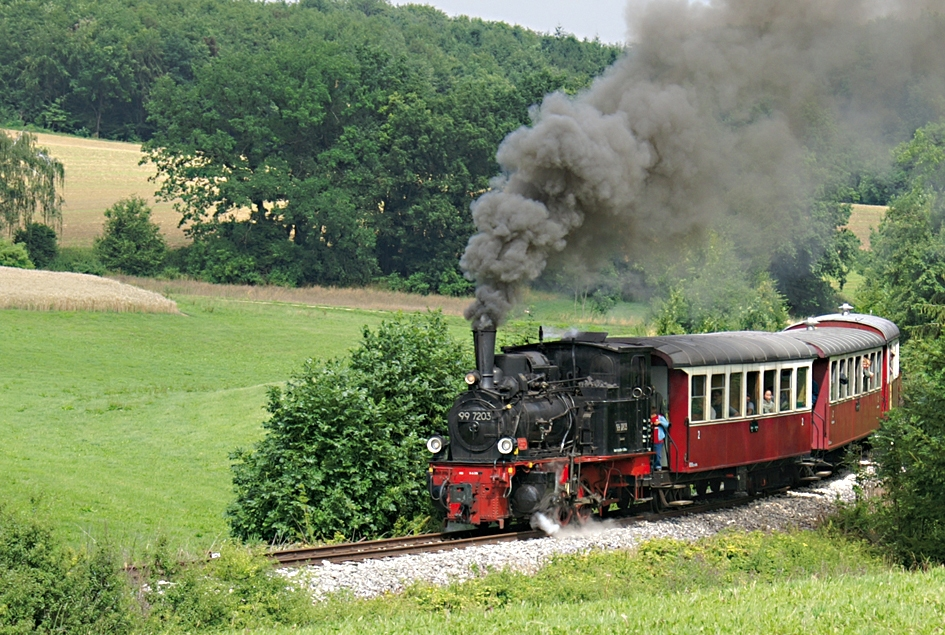
Das Albbähnle und die Bahnstrecke Amstetten–Gerstetten sind heute Museumsbahnen.

Das Kreisgebiet wird durch sechs aktive und zwei im Regelbetrieb stillgelegte Eisenbahnstrecken erschlossen. Im Einzelnen sind dies:
- die Bahnstrecke Ulm–Sigmaringen, die das Kreisgebiet am längsten durchzieht, im Abschnitt Ulm–Blaubeuren–Schelklingen–Ehingen–Munderkingen–Rechtenstein
- die Filstalbahn im Abschnitt Ulm–Amstetten
- die Neubaustrecke Wendlingen–Ulm im Abschnitt Merklingen–Ulm
- die Bahnstrecke Aalen–Ulm im Abschnitt Ulm–Langenau–Rammingen (Württemberg)
- die Bahnstrecke Ulm–Friedrichshafen im Abschnitt Ulm–Erbach
- die Bahnstrecke Reutlingen–Schelklingen im Abschnitt Schelklingen–Hütten
- die Bahnstrecke Amstetten–Gerstetten im Abschnitt Amstetten–Schalkstetten, nur Ausflugs- und Museumsverkehr
- die Bahnstrecke Amstetten–Laichingen in ihrer ganzen Länge von Amstetten (Württemberg) nach Laichingen, im Abschnitt Amstetten-Oppingen nur Museumsverkehr, die Reststrecke bis Laichingen ist abgebaut

Das Kreisgebiet ist in den Verkehrsverbund DING eingegliedert. Von besonderer Bedeutung ist der Anschluss an den Eisenbahnknoten Ulm Hbf, wo ICE-, IC-, EC- und seit 2007 TGV-Verbindungen zu Städten wie Berlin, München, Paris oder Amsterdam abfahren.
Zusammen mit den Nachbarkreisen Biberach, Heidenheim und Stadt Ulm ist die Regio-S-Bahn Donau-Iller in Planung, die einheitliche Bedienstandards und abgestimmte Anschlüsse bieten soll. Die Fertigstellung ist bis 2030 geplant.

#### Straße

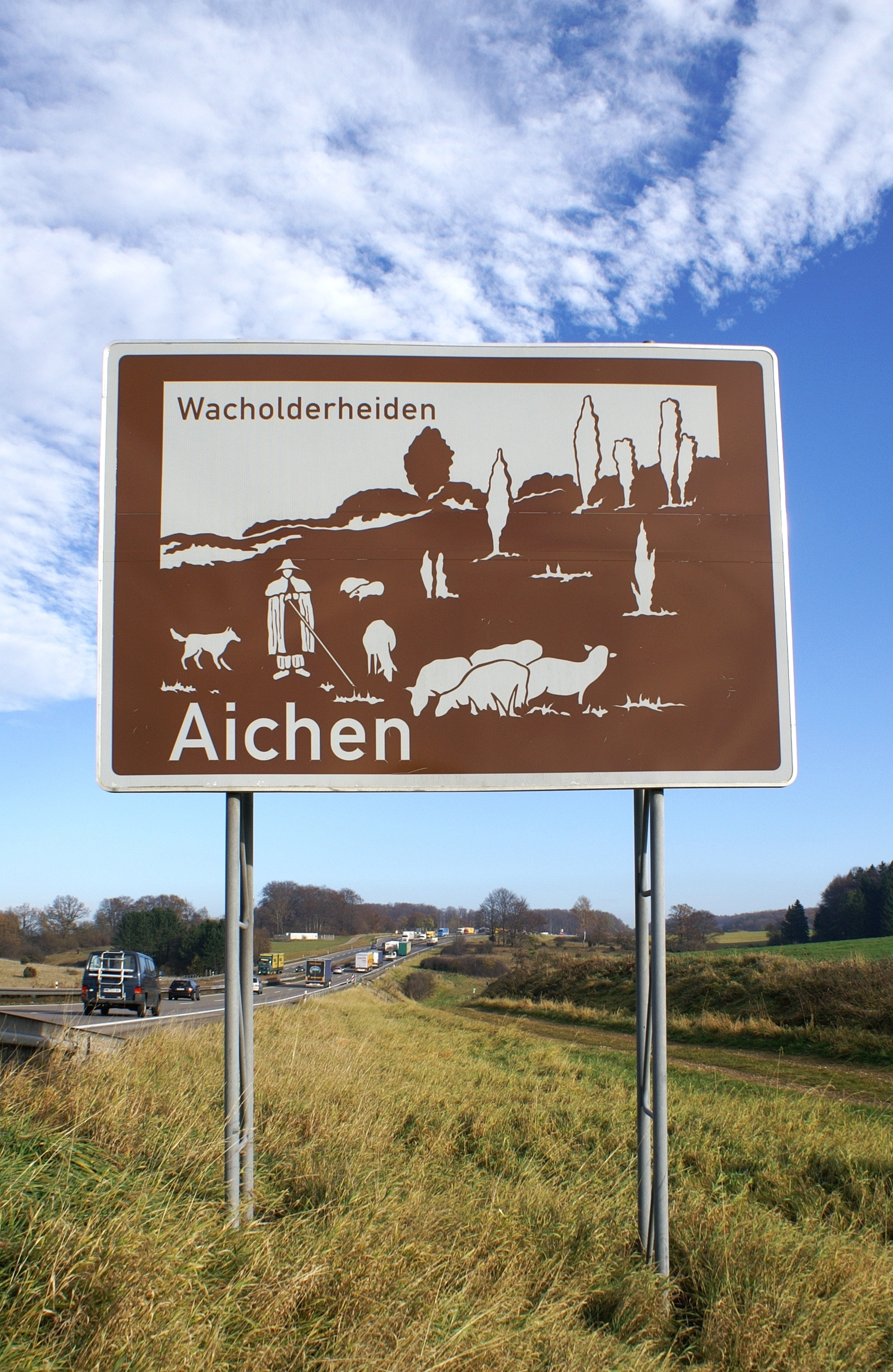
Der Alb-Donau-Kreis liegt verkehrsgünstig an der A 8, die Alblandschaft entlang der Autobahn wurde bereits im Jahr 1940 vom damaligen Kultusministerium unter Schutz gestellt.

Das nördliche Kreisgebiet wird von der Bundesautobahn 8 Stuttgart–Ulm–München berührt. Durch das nordöstliche Kreisgebiet verläuft die Bundesautobahn 7 Würzburg-Ulm-Kempten. Das Kreisgebiet wird ferner durch Bundes-, Landes- und Kreisstraßen erschlossen. Die wichtigsten Bundesstraßen sind die B 10 Stuttgart–Ulm, die B 28 Reutlingen–Ulm und die B 311 Tuttlingen–Ulm.

#### Radverkehr
Durch den Landkreis verlaufen einige Alltagsrouten aus dem Radnetz Baden-Württemberg: 
- Von Ulm kommend über Dellmensingen Richtung Laupheim
- Von Riedlingen kommend über Ehingen und Erbach nach Ulm
- Von Ehingen über Blaubeuren nach Ulm
- Von Münsingen kommend nach Ehingen
- Von Geislingen an der Steige kommend über Westerstetten nach Ulm
- Von Giengen kommend über Langenau nach Ulm. Die Route führt in Elchingen über bayerisches Gebiet.

Durch das Kreisgebiet führen auch Fernradwege:
- An erster Stelle ist der Donauradweg zu nennen, der von Donaueschingen über Passau, Wien und Budapest bis zur Mündung in das Schwarze Meer führt. Er wird ab Tuttlingen auch als EuroVelo-Route EV6 und zwischen Tuttlingen und Passau als D-Route 6 geführt.[16][17]
- Eine touristisch wichtige Fernstrecke ist auch der Donau-Bodensee-Radweg von Ulm über Laupheim nach Kressbronn, der das Kreisgebiet mit dem Bodenseeraum verbindet und dort internationalen Anschluss sowohl ans österreichische als auch ans Schweizer Radwegenetz eröffnet[18].
- Durch den Kreis führt überdies der Oberschwaben-Allgäu-Radweg. Er ist eine Rundstrecke über Ulm und Tettnang und verläuft dabei vom Berg Bussen kommend über Rottenacker nach Ehingen und nördlich der Donau nach Ulm. Weiter verläuft er über Illerkirchberg Richtung Laupheim.
- Die früheren Radfernwege Alb-Neckar-Radweg und der Hohenlohe-Ostalb-Weg wurden durch den Württemberger Tälerradweg abgelöst. Er führt von Crailsheim über Aalen, Heidenheim, Giengen und Langenau nach Ulm und weiter über Blaubeuren, Laichingen und Göppingen nach Schwäbisch Gmünd.
- Der Albtäler-Radweg führt ebenfalls als Landes-Fernradweg durch den nördlichen Teil des Kreises; es handelt sich um einen Rundkurs zwischen Römerstein und Giengen. Er verläuft von Donnstetten (Gemeinde Römerstein) über Laichingen und Amstetten ins Lonetal, von dem er nach Langenau abzweigt und weiter Richtung Giengen führt.

#### Luftverkehr
Mehrere kleine Flugplätze und Sonderlandeplätze sind im Alb-Donau-Kreis die Grundlage u. a. für Segelflugsport:
- Der Flugplatz Blaubeuren liegt etwa einen Kilometer nordöstlich der Stadt Blaubeuren auf einer Höhe von 2217 ft (676 m).
- Der Flugplatz Erbach auf Ulmer Gemarkung liegt zwischen den Städten Ulm und Erbach direkt an der B 311 auf einer Höhe von 1558 ft (475 m).
- Der Jakob-Laur-[19] Flugplatz Laichingen liegt etwa vier Kilometer westlich der Stadt Laichingen auf einer Höhe von 2434 ft (742 m).

#### Fernwanderwege
Das Kreisgebiet wird von wichtigen süddeutschen Fernwanderwegen durchzogen. Zu nennen sind:
- der Schwäbische-Alb-Südrand-Weg als Hauptwanderweg 2 des Schwäbischen Albvereins
- der Main-Donau-Bodensee-Weg, der als Hauptwanderweg 4 durch Ulm zum Bodensee führt
- der Schwarzwald-Schwäbische-Alb-Allgäu-Weg als Hauptwanderweg 5, der im westlichen Kreisgebiet verläuft und zum Rand der Alpen führt
- der Schwäbische-Alb-Oberschwaben-Weg als Hauptwanderweg 7, der ebenfalls im westlichen Kreisgebiet verläuft und zum Bodensee führt
- der Oberschwäbische Jakobsweg, der in Ulm beginnt und südwestlich in die Schweiz führt, während der Fränkisch-Schwäbische Jakobsweg das nördliche Kreisgebiet von Nürnberg und Würzburg her erreicht.

### Energie
Der Kreis ist mit 20,989 % am Zweckverband Oberschwäbische Elektrizitätswerke beteiligt und kann so auf die Energiepolitik der Unternehmen EnBW und Erdgas Südwest, an denen der Zweckverband mit 45,01 % (EnBW) bzw. 21 % (ESW) beteiligt ist, Einfluss nehmen.

### Medien
Im Landkreis erscheinen die Ausgabe Laichingen der Südwest Presse und das Ehinger Tagblatt, das ebenfalls ein Kopfblatt der Südwest-Presse ist, sowie die Schwäbische Zeitung. Im Illertal (südlicher Alb-Donau-Kreis) erscheint die Dietenheimer Ausgabe Illertal-Bote der Südwest-Presse.

### Kreiseinrichtungen
Der Alb-Donau-Kreis ist Träger folgender Beruflicher Schulen: Valckenburgschule (Schule für Ernährung, Gesundheit und Soziales) Ulm, Gewerbliche Schule Ehingen (Donau) mit Außenstelle Laichingen, Kaufmännische Schule Ehingen mit Außenstelle Laichingen und Magdalena-Neff-Schule (Haus- und Landwirtschaftliche Schule) Ehingen (Donau), ferner folgender Sonderpädagogischer Bildungs- und Beratungszentren (SBBZ): Schmiechtalschule mit den Förderschwerpunkten körperlich-motorische Entwicklung und geistige Entwicklung mit Sonderschulkindergarten Ehingen (Donau), Gustav-Werner-Schule mit dem Förderschwerpunkt geistige Entwicklung mit Schulkindergarten Ulm, Friedrich-von-Bodelschwingh-Schule mit dem Förderschwerpunkt körperlich-motorische Entwicklung mit Schulkindergarten Ulm, Astrid-Lindgren-Schule mit dem Förderschwerpunkt Sprache mit Schulkindergarten Ulm, Hans-Zulliger-Schule mit dem Förderschwerpunkt sozial-emotionale Entwicklung Ulm, SBBZ für Schülerinnen und Schüler in längerer Krankenhausbehandlung Ulm und Schulkindergarten für besonders förderungsbedürftige Kinder Ulm.
Der Alb-Donau-Kreis ist Gesellschafter der Krankenhaus GmbH Alb-Donau-Kreis. Diese Gesellschaft ist Träger der Gesundheitszentren Blaubeuren (mit Kreiskrankenhaus), Ehingen (Donau) (mit Kreiskrankenhaus und Geriatrischer Rehabilitationsklinik) und Langenau (mit Kreiskrankenhaus).

## Städte und Gemeinden
(Einwohner am 31. Dezember 2024)
| Städte 1. Blaubeuren (12.719) 2. Blaustein (16.581) 3. Dietenheim (6843) 4. Ehingen (Donau), Große Kreisstadt (27.764) 5. Erbach (14.140) 6. Laichingen (12.425) 7. Langenau (15.274) 8. Munderkingen (5408) 9. Schelklingen (6616) Vereinbarte Verwaltungsgemeinschaften und Gemeindeverwaltungsverbände 1. Vereinbarte Verwaltungsgemeinschaft der Gemeinde Allmendingen mit der Gemeinde Altheim 2. Vereinbarte Verwaltungsgemeinschaft der Stadt Blaubeuren mit der Gemeinde Berghülen 3. Gemeindeverwaltungsverband Dietenheim mit Sitz in Dietenheim; Mitgliedsgemeinden: Stadt Dietenheim sowie Gemeinden Balzheim und Illerrieden 4. Vereinbarte Verwaltungsgemeinschaft der Gemeinde Dornstadt mit den Gemeinden Beimerstetten und Westerstetten 5. Vereinbarte Verwaltungsgemeinschaft der Stadt Ehingen (Donau) mit den Gemeinden Griesingen, Oberdischingen und Öpfingen 6. Gemeindeverwaltungsverband „Kirchberg-Weihungstal“ mit Sitz in Illerkirchberg; Mitgliedsgemeinden: Hüttisheim, Illerkirchberg, Schnürpflingen und Staig 7. Gemeindeverwaltungsverband „Laichinger Alb“ mit Sitz in Heroldstatt; Mitgliedsgemeinden: Stadt Laichingen sowie Gemeinden Heroldstatt, Merklingen, Nellingen und Westerheim 8. Gemeindeverwaltungsverband Langenau mit Sitz in Langenau; Mitgliedsgemeinden: Stadt Langenau sowie Gemeinden Altheim (Alb), Asselfingen, Ballendorf, Bernstadt, Börslingen, Breitingen, Holzkirch, Neenstetten, Nerenstetten, Öllingen, Rammingen, Setzingen und Weidenstetten 9. Gemeindeverwaltungsverband Lonsee-Amstetten mit Sitz in Lonsee; Mitgliedsgemeinden: Amstetten und Lonsee 10. Gemeindeverwaltungsverband „Verwaltungsgemeinschaft Munderkingen“ mit Sitz in Munderkingen; Mitgliedsgemeinden: Stadt Munderkingen sowie Gemeinden Emeringen, Emerkingen, Grundsheim, Hausen am Bussen, Lauterach, Obermarchtal, Oberstadion, Rechtenstein, Rottenacker, Untermarchtal, Unterstadion und Unterwachingen | Gemeinden 1. Allmendingen (4927) 2. Altheim (582) 3. Altheim (Alb) (1757) 4. Amstetten (4208) 5. Asselfingen (1030) 6. Ballendorf (696) 7. Balzheim (2137) 8. Beimerstetten (2479) 9. Berghülen (2051) 10. Bernstadt (2318) 11. Börslingen (168) 12. Breitingen (354) 13. Dornstadt (9241) 14. Emeringen (176) 15. Emerkingen (816) 16. Griesingen (1015) 17. Grundsheim (203) 18. Hausen am Bussen (283) 19. Heroldstatt (2931) 20. Holzkirch (283) 21. Hüttisheim (1524) 22. Illerkirchberg (5036) 23. Illerrieden (3361) 24. Lauterach (586) 25. Lonsee (5170) 26. Merklingen (2098) 27. Neenstetten (827) 28. Nellingen (2047) 29. Nerenstetten (379) 30. Oberdischingen (2339) 31. Obermarchtal (1323) 32. Oberstadion (1598) 33. Öllingen (542) 34. Öpfingen (2268) 35. Rammingen (1264) 36. Rechtenstein (293) 37. Rottenacker (2278) 38. Schnürpflingen (1425) 39. Setzingen (752) 40. Staig (3281) 41. Untermarchtal (840) 42. Unterstadion (909) 43. Unterwachingen (195) 44. Weidenstetten (1409) 45. Westerheim (3074) 46. Westerstetten (2111) |  |

## Kfz-Kennzeichen
Am 1. Januar 1973 wurde dem Landkreis das seit dem 1. Juli 1956 für den Landkreis Ulm gültige Unterscheidungszeichen UL zugewiesen. Es wird durchgängig bis heute ausgegeben.
Bis in die 1990er Jahre erhielten Fahrzeuge aus dem Altkreis Ehingen Kennzeichen mit den Buchstabenpaaren PA bis ZZ und den Zahlen von 100 bis 999.